# ARP Odyssey
De ARP Odyssey is een analoge synthesizer die geïntroduceerd werd in 1972 door ARP Instruments. De Odyssey is een verkleinde versie van de ARP 2600, en werd het bestverkopende model van ARP.
Het muziekinstrument werd gefabriceerd van 1972 tot 1981 en kent meerdere versies. Nadat ARP Instruments in 1981 failliet werd verklaard, stopte de productie van de Odyssey.

De Odyssey werd in 2015 opnieuw uitgebracht door Korg, in samenwerking met David Friend - de oorspronkelijke ontwerper van de Odyssey.

## Mogelijkheden
De ARP Odyssey is een analoge synthesizer met twee oscillators. Deze kunnen ook polyfoon worden gebruikt, zodat twee noten tegelijk gespeeld kunnen worden.
Er kan worden gewisseld tussen verschillende golfvormen, zoals een zaagtand, blokgolf, en een pulsgolf met synchrone oscillator, een ringmodulator, en roze of witte ruis. De 'Sample/Hold'-functie kan worden gebruikt om de uitvoer van de VCO's door te sturen naar de FM-ingang van VCO2 en VCF, waarmee FM-audio mogelijk is.

## Modellen

### Odyssey Mk I

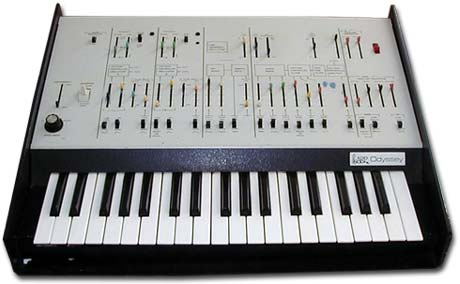
ARP Odyssey Mark I

Model 2800 van de ARP Odyssey werd geproduceerd tussen 1972 en 1975 en heeft een wit voorpaneel met tweepolig spanningsgestuurd filter (VCF).

### Odyssey Mk II

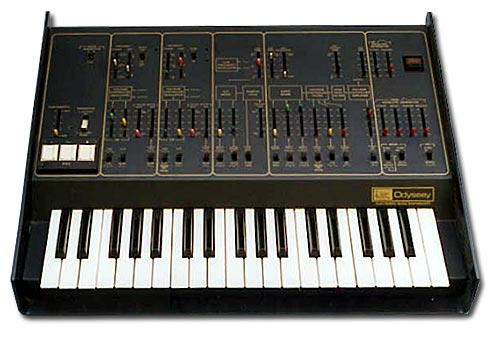
ARP Odyssey Mark II

Mark II (model 2810-5) van de Odyssey werd geproduceerd tussen 1975 en 1978. Dit model is grotendeels gelijk aan Mark I, maar heeft een zwart/goudkleurig paneel en de toevoeging van CV/Gate in alle modellen.

### Odyssey Mk III
De Mark III (model 2820-2823) werd geïntroduceerd in 1978, en maakt gebruik van een 4-pole 4075-filter. Er is een drukgevoelige knop voor toonhoogte (pitch control), ongebalanceerde XLR-uitgangen, en het model kreeg een nieuw ontworpen chassis, en een zwart/oranje kleurschema dat aansloot bij andere ARP-producten uit die periode.

## Korg ARP Odyssey
De Odyssey werd in 2015 door Korg opnieuw uitgebracht. Hierbij is het analoge signaalpad gelijk aan het origineel; het instrument heeft daarnaast meer moderne technologie gekregen.
Nieuw in dit model is de toevoeging van (USB) MIDI, een aparte hoofdtelefoonuitgang, een 'drive'-knop voor het toevoegen van het distortion-effect, de mogelijkheid te kunnen wisselen tussen de drie filtercircuits uit de oorspronkelijke Odyssey, en de mogelijkheid te wisselen tussen twee portamento's.
De afmeting van de Korg ARP Odyssey zijn iets kleiner dan het origineel; ook de toetsen van het klavier zijn iets kleiner.
Eind 2016 kondigde Korg een softwareversie aan voor iOS.